# بريان هينين
بريان هينين (6 فبراير 1997 ببلجيكا - ) هو لاعب كرة قدم بلجيكي في مركز الوسط. لعب مع نادي جينك.

## وصلات خارجية
- بريان هينين على موقع الاتحاد الأوربي (الإنجليزية)
- بريان هينين على موقع الاتحاد البلجيكي (الإنجليزية)
- بريان هينين على موقع قاعدة بيانات كرة القدم.إي يو (الإنجليزية)
- بريان هينين على موقع Soccerway.com (الإنجليزية)
- بريان هينين على موقع عالم كرة القدم.نت (الإنجليزية)
- بريان هينين على موقع AS.com (الإسبانية)